# 八尾市立総合体育館
八尾市立総合体育館(やおしりつそうごうたいいくかん)は、大阪府八尾市青山町三丁目にある体育館。

## 概要
1997年9月に開館。公益財団法人八尾体育振興会が指定管理者として八尾市から指定され、運営している。

## 施設
- メインアリーナ
面積は2063m2で、2013人(固定席996席・可動席1001席・車椅子席16席)を収容できる。各種室内競技・式典に利用される。
- サブアリーナ
面積は735m2で、観客席はない(但し、吹抜けになっており2階から見ることができる)。各種室内競技に利用される。
- 武道場1
柔道・合気道等に利用される。
- 武道場2
剣道・空手道等に利用される。
- 弓道場
和弓・アーチェリー(練習のみ)に利用される。6人立である。
- 会議室
117人を収容できる。各種会議・研修会・講習会に利用される。
- 研修室
48人を収容できる。各種会議・研修会・講習会に利用される。
- 「ウイングFITNESS」
フィットネススタジオ、トレーニングジム、流水プールを備える。

その他1階エントランスホールには、事務室・受付カウンターが、同じく1階ロビーには喫茶コーナー・談話コーナーがある。

## 交通アクセス
- 近鉄大阪線 「河内山本駅」、「高安駅」から各徒歩12分。

## 各種案内
- 開館時間:9時～21時
- 閉館日
  - 毎週火曜日（火曜日が祝日の場合翌日以降の平日）
  - 年末年始（12/30～1/4）
  - 館内整備の為、臨時休館する場合がある。
- 駐車場
  - 196台
  - 3時間まで300円、以後30分ごとに100円増（30分以内で出る場合は無料）

## 周辺施設
- 八尾市立老人ホーム「心合寮」
- 大阪バレエアカデミー
- 八尾徳洲会総合病院
- 八尾市立高美小学校
- 八尾市立高美中学校
- 八尾市立南山本小学校
- 八尾市立曙川中学校